# Unione montana Astico
L'unione montana Astico è un'unione montana del Veneto, comprendente sei comuni della provincia di Vicenza.
- Breganze
- Caltrano
- Calvene
- Fara Vicentino
- Lugo di Vicenza
- Salcedo

Deriva dalla riforma della comunità montana dall'Astico al Brenta che ha portato anche alla formazione dell'unione montana Marosticense.